# Škoda Transtech

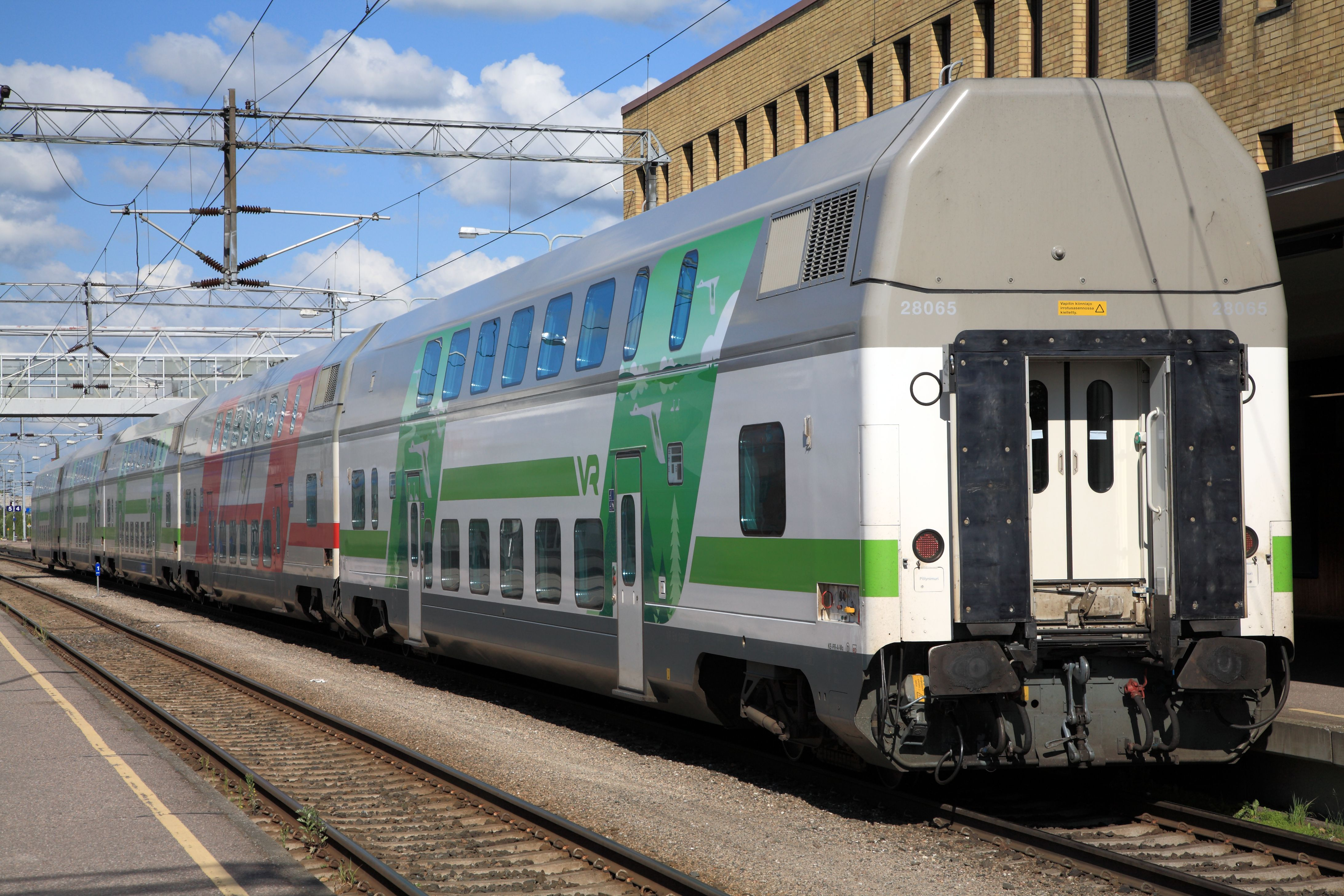
VR-Doppelstock-Reisezugwagen Ed (InterCity 2), gebaut in Otanmäki von Talgo Oy (heute Transtech Oy)

Die Firma Škoda Transtech Oy ist eine Maschinenbaufirma und der größte Hersteller von Schienenfahrzeugen in Finnland. Seit 2015 gehört Transtech Oy zum tschechischen Konzern Škoda Transportation, im Oktober 2018 folgte die Umbenennung in Škoda Transtech.

## Geschichte
Die Firma Transtech ging 1985 aus dem finnischen Stahlkonzern und Schiffsbauer Rautaruukki hervor. Die Firma hatte in den 1980er Jahren begonnen, in den Werken in Otanmäki und Taivalkoski Güterwagen zu bauen, nachdem sie zuvor schon einige Jahre als Subunternehmer für andere Unternehmen tätig war.
1991 wurde das Fahrzeugwerk der Firma Valmet in der Stadt Tampere in Transtech eingegliedert. Hier war man auf die Fertigung von Lokomotiven und Personenwagen spezialisiert.

## Rechtsform und Eigentum
Transtech war bis zur Übernahme durch Škoda Transportation eine Aktiengesellschaft nach finnischem Recht (Oy).
Der Mutterkonzern Rautaruukki verkaufte 1998 das Werk in Taivalkoski an den Maschinenbauer Telatek und kurze Zeit später, im Juni 1999, den gesamten Schienenfahrzeugbau an das spanische Unternehmen Patentes Talgo. Der Name der Firma änderte sich mit dem Verkauf in Talgo-Transtech Oy bzw. Talgo Oy.
Patentes Talgo verkaufte im März 2007 die Aktien seiner finnischen Tochter Talgo Oy an Pritech Oy, eine Gruppe finnischer Investoren. Die Firma wurde damit wieder in Transtech Oy zurückbenannt.
Am 4. August 2015 wurde bekannt gegeben, dass das finnische Unternehmen Transtech nun zum tschechischen Konzern Škoda Transportation gehört.

## Produkte
Transtech bietet Dienstleistungen im Metallbau und Maschinenbau. Es werden sowohl Komponenten für andere Hersteller als auch fertige Produkte aus dem Bereich der Metall- und Elektrotechnik gefertigt.
Mit 80 % des Umsatzes hauptsächliches Geschäftsfeld ist der Schienenfahrzeugbau. Für die finnische Eisenbahn VR werden Doppelstock-Personenwagen für den Intercity-Verkehr, Doppelstock-Schlafwagen und ebenfalls doppelstöckige Autotransportwagen gefertigt, die besonders für die strengen klimatischen Verhältnisse in Nordeuropa ausgerüstet sind.
In den Jahren 1998 bis 2003 stieg Transtech in den Bau von Straßenbahnfahrzeugen ein und übernahm die Endmontage der vierzig für die Verkehrsbetriebe Helsinki bestimmten Variobahn-Wagen als Subunternehmer des Herstellers ADtranz.
Als erste Eigenentwicklung im Bereich Straßenbahn baute Transtech die aktuelle Fahrzeuggeneration für den seinerzeit einzigen finnischen Straßenbahnbetrieb Helsinki unter dem Namen Transtech Artic. Im Jahr 2013 wurden zwei Vorserienwagen geliefert, die Serienfertigung von weiteren 71 Fahrzeugen folgte zwischen 2015 und 2019. Eine Designstudie der Fahrzeuge wurde im Juni 2012 auf der Messe „HiDesign“ in Helsinki ausgestellt. Daraus wurden weitere Straßenbahnfahrzeuge für Tampere, die Überlandbahn Helsinki–Espoo und die Rhein-Neckar-Verkehr GmbH weiterentwickelt.

## Standorte
Die Verwaltung des Unternehmens liegt heute in der Stadt Oulu, die Produktion erfolgt im Werk Otanmäki.